# NARS Cosmetics
NARS Cosmetics là một công ty mỹ phẩm của Pháp được thành lập bởi nghệ sĩ trang điểm và nhiếp ảnh gia François Nars vào năm 1994. Dòng mỹ phẩm bắt đầu với mười hai thỏi son được bán tại Barneys New York. Kể từ đó, NARS đã tạo ra nhiều sản phẩm làm đẹp đa công dụng khác nhau và hiện là công ty con của Shiseido. NARS chủ yếu bán tại cửa hàng bách hóa ở khoảng 30 quốc gia bao gồm Châu Mỹ, Châu Âu, Nhật Bản và Đông Nam Á.

## Người sáng lập
François Nars sinh ra ở Tarbes, miền Nam nước Pháp và lớn lên chịu ảnh hưởng từ mẹ Claudette và bộ sưu tập quần áo hàng hiệu của bà. Bà mẹ cũng giúp ông có được công việc đầu tiên với tư cách là trợ lý cho một số nghệ sĩ trang điểm hàng đầu của Paris. Sau khi tốt nghiệp trường Carita Makeup ở Paris, Nars chuyển đến New York vào năm 1984 và được biết đến là người yêu màu sắc và phong cách hiện đại. Ông cũng đã làm việc với nhiếp ảnh gia Steven Meisel và nhà tạo mẫu tóc Oribe Canales. Trong những năm 80 và 90, họ đã thực hiện nhiều bài xã luận trên tạp chí xuất hiện trên tạp chí Vogue Mỹ, Vogue Italia và Elle.
Năm 1994, Nars cho ra đời Mỹ phẩm NARS. Mặc dù công ty đã được bán cho Shiseido vào năm 2000, Nars vẫn là giám đốc nghệ thuật, nhiếp ảnh gia nội bộ và người viết quảng cáo cho thương hiệu của mình.

## Sản phẩm
Bao bì cao su, đen mờ tối giản của NARS được Fabien Baron tạo ra, người mà Nars gặp trong một buổi chụp hình vào năm 1989.
NARS có "Bộ sưu tập Orgasm" bao gồm phấn má hồng dạng bột, dạng lỏng, phấn phủ bột, son bóng, son môi, sáp dưỡng môi, kem bôi nhiều lần, đèn chiếu sáng, sơn mài hoàn toàn bằng nhựa vinyl và sơn móng.

## Thử nghiệm động vật
NARS không còn là một thương hiệu nhân đạo hoàn toàn. Vào năm 2017, NARS đã thông báo rằng, mặc dù chống lại việc thử nghiệm động vật, nhưng đó là một yêu cầu đối với việc bán sản phẩm tại thị trường Trung Quốc. Trong một tuyên bố công khai, công ty cho biết: "Chúng tôi quyết định cung ứng NARS ở Trung Quốc vì chúng tôi cảm thấy điều quan trọng là phải mang tầm nhìn về vẻ đẹp và tính nghệ thuật của chúng tôi đến với người tiêu dùng trong khu vực. NARS không thử nghiệm trên động vật hoặc yêu cầu người khác làm như vậy thay chúng tôi, trừ trường hợp luật pháp yêu cầu." Tuyên bố đã gây ra một số phản ứng chỉ trích, một số đề nghị tẩy chay các sản phẩm của hãng.